# Жерявинець
Жерявинець (хорв. Žerjavinec) — населений пункт у Хорватії, у складі громади Загреба.

## Населення
Населення за даними перепису 2011 року становило 556 осіб.
Динаміка чисельності населення поселення:

## Клімат
Середня річна температура становить 10,57 °C, середня максимальна – 25,21 °C, а середня мінімальна – -6,42 °C. Середня річна кількість опадів – 854 мм.
| Клімат поселення                              | Клімат поселення | Клімат поселення | Клімат поселення | Клімат поселення | Клімат поселення | Клімат поселення | Клімат поселення | Клімат поселення | Клімат поселення | Клімат поселення | Клімат поселення | Клімат поселення | Клімат поселення |
| Показник                                      | Січ.             | Лют.             | Бер.             | Квіт.            | Трав.            | Черв.            | Лип.             | Серп.            | Вер.             | Жовт.            | Лист.            | Груд.            |                  |
| Середній максимум, °C                         | 6,17             | 8,26             | 12,80            | 17,12            | 22,02            | 25,21            | 24,50            | 23,75            | 19,74            | 14,47            | 8,88             | 4,79             |                  |
| Середня температура, °C                       | −0,13            | 1,96             | 6,50             | 10,82            | 15,70            | 18,91            | 20,64            | 19,90            | 15,90            | 10,60            | 5,04             | 0,93             |                  |
| Середній мінімум, °C                          | −6,42            | −4,34            | 0,20             | 4,52             | 9,40             | 12,62            | 16,78            | 16,05            | 12,05            | 6,76             | 1,18             | −2,92            |                  |
| Норма опадів, мм                              | 48               | 46               | 56               | 66               | 75               | 93               | 78               | 86               | 80               | 81               | 84               | 61               |                  |
| Середньомісячна швидкість вітру, м/с          | 1.80             | 2.00             | 2.40             | 2.30             | 2.20             | 2.00             | 1.90             | 1.70             | 1.70             | 1.80             | 1.90             | 1.89             |                  |
| Середньомісячна сонячна радіація, кДж/м²·день | 4084             | 6879             | 10534            | 14922            | 19106            | 21083            | 21765            | 19133            | 14142            | 8755             | 4511             | 3299             |                  |
| --------------------------------------------- | ---------------- | ---------------- | ---------------- | ---------------- | ---------------- | ---------------- | ---------------- | ---------------- | ---------------- | ---------------- | ---------------- | ---------------- | ---------------- |
| Джерело:                                      |                  |                  |                  |                  |                  |                  |                  |                  |                  |                  |                  |                  |                  |